# Milo Cipra
Milo Cipra (Vareš, 13. listopada 1906. – Zagreb, 9. srpnja 1985.) bio je hrvatski skladatelj, glazbeni pisac i pedagog. U Zagrebu je diplomirao filozofiju (1931.) i kompoziciju (1933.). Radio je kao srednjoškolski profesor i od 1941. kao profesor na zagrebačkoj Muzičkoj akademiji (u razdoblju od 1961. do 1971. bio je i dekan Akademije). Od 1976. godine bio je izvanrednim članom Jugoslavenske akademije znanosti i umjetnosti. Kao skladatelj je u početku bio pristaša neonacionalnog smjera, potom neobaroka, a postupno je napuštao tonalitetnost te u svojim skladbama počeo slobodnije rabiti disonantne sklopove, katkada dodekafoniju i elemente glazbene avangarde. Skladao je pretežno instrumentalnu i komornu glazbu, klavirska i vokalna djela te glazbu za filmove. Pisao je glazbene kritike i studije. Kao skladatelj naročito izražene intelektualne i glazbeničke erudicije Cipra je, kao možda nijedan predstavnik njegova naraštaja, uvijek zbivanja oko sebe nastojao uklopiti u osobni skladateljski izraz tako da se njegov opus u cjelini može držati svojevrsnom okosnicom razvoja hrvatske glazbe 20. stoljeća, posebno s obzirom na transformacije folklornog idioma u suvremenije izraze. Otac je hrvatskog filozofa Marijana Cipre.

## Životopis
Milo, službenim imenom Emil, prva znanja o glazbi i umjetnosti stječe u obitelji: od oca Franje – srednjoškolskog profesora, strastvenog bibliofila i glazbenika amatera podrijetlom iz Češke (Kutná Hora) – dobio je prvu pouku iz violine a majka Marija, rođ. Bacheiner, podrijetlom Austrijanka iz Koruške, naučila ga je u djetinjstvu njemački jezik i pobudila u njemu trajno zanimanje za njemačku poeziju i književnost. S roditeljima je od 1915. do 1926. proveo u Sarajevu, gdje polazi gimnaziju i na Muzičkoj školi uči, nakon rata, glasovir (kod K. Menšika) i violinu. U sarajevskom razdoblju stječe, na koncertima i opernim predstavama, prve odlučujuće dojmove o važnijim djelima svjetske glazbene literature i piše prve skladateljske pokušaje: solo-popijevke na hrvatske i njemačke stihove. Po završetku srednje škole 1926. dolazi u Zagreb i na Filozofskom fakultetu upisuje njemački jezik i književnost te filozofiju, a na Muzičkoj akademiji kompoziciju. Već na početku studija, očitovao je širinu svojih interesa i raspon intelektualne znatiželje, što će ga postojano poticati na bavljenje ne samo glazbom već i književnošću, likovnim umjetnostima, filozofijom i psihologijom. Na Muzičkoj akademiji profesori su mu bili Blagoje Bersa (kompozicija), Fran Lhotka (harmonija) i Franjo Dugan (kontrapunkt i fuga). Stekavši potrebno znanje, osobito o instrumentaciji (koju je Bersa predavao po uzoru na Rimskog-Korsakova), mladi Cipra još tijekom studija dovršava nekoliko posve zrelih skladbi kojima se predstavlja kao pristaša novonacionalnog smjera, u to doba već afirmiranog djelima skladatelja prethodne generacije. Godine 1931. diplomirao je na Filozofskom fakultetu, a 1933. na Muzičkoj akademiji. Idućih godina službuje kao profesor njemačkog jezika i filozofije u Cetinju (1934–35), Novoj Gradiški (1935–37) i Karlovcu (1937–40). Uz to neprekidno komponira, sudjeluje u osnivanju Muzičke škole u Cetinju te vodi pjevačke zborove – »Graničara« u Novoj Gradiški i »Zoru« u Karlovcu. Od 1940. djeluje u Zagrebu, najprije kraće vrijeme kao profesor u gimnaziji, a 1941. postaje nastavnik srednje muzičke škole i iste godine izvanredni profesor Muzičke akademije; potom je od 1949. do umirovljenja 1977. redoviti profesor kompozicije, analize glazbenih oblika i poslije metodike glazbene nastave te ujedno 1961–71. dekan Akademije. Istodobno razvija plodnu, mnogostruku djelatnost skladatelja, glazbenog pisca i predavača na radiju, u Narodnom sveučilištu i dr. Obavljao je i dužnosti predsjednika Udruženja kompozitora Hrvatske (1948–52. i 1956–62) i Saveza muzičkih društava Hrvatske. Od 1976. izvanredni je član Jugoslavenske akademije znanosti i umjetnosti. Kao profesor kompozicije nastojao je odnjegovati osobnost svakog pojedinog studenta te je na taj način odgojio niz skladatelja različitih profila, primjerice Ivu Maleca, Anđelka Klobučara, Lovru Županovića, Marka Ruždjaka i dr. Svoja predavanja o glazbenim oblicima posvetio je poglavito klasičnim formama, proučavajući ih metodom usporedbe sa sličnim pojavama u likovnim umjetnostima i književnosti pa je generacijama studenata ostao u sjećanju kao glazbeni erudit i intelektualac široka znanja.

## Stvaralaštvo
Kao skladatelj Cipra pripada naraštaju glazbenika koji djeluju u razdoblju previranja i izmjenjivanja nekoliko različnih stilskih odrednica novije hrvatske glazbe. Ciprinu mladenačku skladateljsku fazu obilježuje nacionalni glazbeni smjer u doba njegovih prvijenaca nedvojbeno prevladavajući smjer u hrvatskoj glazbi. Prva su zrelija djela te faze Prvi gudački kvartet (1929–30), naznačen kao Sonata za dvije violine, violu i violončelo, koji svojom znakovitom melodikom kratka daha, čestom uporabom pedalnih tonova i ostinatnih figura te polimetrijom odaje obilježja folklora. Sonatina za klavir (1930) također je izrazit primjer Ciprina oblikovanja u duhu folklornoga glazbenog izraza. Toj skupini djela pripada i Ciprin diplomski rad Slavenska rapsodija (1931) koja, usprkos naslovu, nije posve slobodna rapsodična oblika, već pokazuje za Cipru tako tipičnu sklonost čvrstoći oblikovanja. Djelo je zasnovano na trodijelnoj formi, a u orkestraciji se nazire kolorizam blizak stilu Rimskog-Korsakova. Važno je ostvarenje iz prvog razdoblja i Drugi gudački kvartet (1932). Godine 1956. Cipra ga je preradio, pa u tom novom obliku naslovljenom Concertino za gudače djelo pokazuje razlike u harmonijskoj i kontrapunktskoj građi, a nosi i pečat 25-godišnjeg Ciprina umjetničkog sazrijevanja s osobito zamjetljivim promjenama u poimanju disonance. Izrazito je folklorno obojena i Sinfonietta (1934), u kojoj se već javljaju obilježja neobaroka, sve izraženija u Ciprinim kasnijim djelima. Rondo za klavir (1943) i Druga simfonija (1952) među posljednjim su Ciprinim ostvarenjima s folklornim obilježjima. Tematski poticaj Druge simfonije narodni je napjev što ga je zabilježio Ciprin otac. Tim se napjevom Cipra koristio više puta: obradio ga je za zbor, uvrstio u Dvije momačke za bas i komorni orkestar, u finale Trećeg gudačkog kvarteta i u treći stavak Druge simfonije.
Ciprin prinos hrvatskom nacionalnom izrazu posebno je važan na području vokalne lirike. Nadahnut narodnom poezijom iz zbirke Ženske narodne pjesme, koju je Nikola Andrić 1929. objavio u izdanjima Matice hrvatske, Cipra je između 1933. i 1937. skladao četiri popijevke za glas i klavir, a 1941. dodao im je još dvije, povezavši tih šest vokalnih minijatura u ciklus naslovljen Djevojačka ljubav (klavirsku je dionicu poslije instrumentirao za komorni orkestar). Godine 1948. harmonizirao je dvije pjesme iz Ribanja i ribarskog prigovaranja Petra Hektorovića pridruživši se, nakon Kuhača i Mokranjca, skladateljima inspiriranim Hektorovićevim zapisom. Međutim, Ciprina se harmonizacija osniva na odmjerenom isticanju arhaičnosti uporabom elemenata starocrkvenih tonaliteta, s jedva zamjetljivom primjenom disonance kao potvrdom pristupa skladatelja modernog senzibiliteta.
Početak 1940-ih godina u Ciprinu stvaralaštvu označuje začetak razdoblja koje će ga udaljiti od ranijih folklornih odrednica. Osobito su značajne skladbe tog perioda Druga suita za klavir (prvi, treći i peti stavak nastali su 1940. i objavljeni su s naslovom Tri invencije), Jedanaest varijacija za klavir na narodni napjev iz Bosne (1941–43), Sonata za violinu i klavir (1943–44) i Prva simfonija (1948). Prekretnicu koja znači potpuni prekid s nacionalnim izrazom predstavlja suita Sunčev put za duhače, klavir, harfu i udaraljke (1959), u kojoj se Cipra postepeno – pod utjecajem zbivanja u europskoj glazbenoj avangardi, ali i potaknut vlastitim tragalačkim sklonostima – počeo služiti novim izražajnim sredstvima. Posve izvan kruga folklornih značajki, ta će sredstva postati dominantna u djelima nastalim nakon Sunčeva puta, no u zamecima ih je moguće naći već u Ciprinoj ranoj, mladenačkoj Maloj suiti za klavir iz 1931. Njenih pet minijaturnih stavaka odaje široku lepezu utjecaja od impresionizma, do Stravinskog i Hindemitha. Melodijska i harmonijska građa, osobito dvaju posljednjih stavaka, pokazuje smjelost koncepcije kojoj će se Cipra posve prikloniti tek u svojim skladbama nastalim tridesetak godina kasnije. Važno ostvarenje prijelazna razdoblja je Četvrti gudački kvartet (1938–39) sa zamjetljivim značajkama neobaroka i s izrazitom polifonom građom. Ciprina ljubav prema baroknoj glazbi ne ogleda se samo u motoričnosti i sklonosti polifonom oblikovanju, već se ponekad može tek naslutiti u naznaci forme ili ritma, kao što to pokazuje primjer Sonate za violončelo i klavir (1945–46). Drugi stavak te sonate svojom metarsko-ritamskom fakturom podsjeća na sarabandu, uobičajeni polagani stavak barokne suite. Svojevrsni »hommage« baroknoj umjetnosti dao je Cipra s Pet intermezza za dubrovačku komediju, napisanih za duhački kvintet. U pet minijaturnih stavaka ove male suite oživljuju oblici starih baroknih plesova.
U preobrazbi Ciprina stila važno mjesto zauzima Sonata za klavir (1954), po slobodi harmonijske i melodijske zamisli dotad najsmjelije njegovo ostvarenje. Tom razdoblju pripada i najopsežnije Ciprino djelo, Kantata o čovjeku (1957–58), skladana za bariton, orkestar te mješoviti i dječji zbor. Kantata je četverostavačna, a osnova su stavcima četiri teksta nastala u rasponu većem od dva i pol tisućljeća, koje povezuje zajednički motiv humanosti i vjere u čovjeka. Ta je tematika Cipru, kao umjetnika i mislioca, trajno zaokupljala. Za prvi stavak Kantate izabrao je tekst kora iz Sofoklove Antigone. Zatim slijedi stavak koji veliča buntovnost čovječje prirode, za što je sretno iskorišten ulomak iz Goetheova Prometeja. Treći je stavak izrazito lirski i slavi ljepotu žene stihovima dubrovačkog renesansnog pjesnika Šiška Menčetića. Epilog Kantate glazbena je meditacija o nadi i vjeri u ideal čovječnosti, za što je Cipra upotrijebio tekst prvog člana Opće deklaracije o pravima čovjeka Ujedinjenih naroda.
Prvo opsežnije djelo nakon Kantate o čovjeku, spomenuta suita Sunčev put (1958–59), otvara novo razdoblje u Ciprinu stvaralaštvu. To je skladba koncipirana u dvanaest varijacija na dvanaesttonsku temu koja se ne javlja u izvornom obliku već samo u preobrazbama. S obzirom na izvanmuzičku ideju skladbe – prikaz prividna sunčeva puta – Cipra je za osnovni kompozicijski postupak uzeo varijacijsko načelo. Suita Sunčev put prvi je pokazatelj Ciprina promijenjena odnosa prema melodiji, harmoniji, instrumentaciji, pa i oblikovanju forme. Melodija postaje atonalitetna, a time se mijenja i sastav harmonijskih sklopova, što utječe na formalnu osnovicu iz koje se gubi klasično-romantički tip oblikovanja po načelu ponavljanja. Elementi dodekafoničke tehnike prisutni su još u većoj mjeri u skladbi Aubade (1965) za duhački kvintet: u njenih pet kratkih stavaka Cipra vrlo slobodno koristi zadanu dvanaesttonsku seriju. Godine 1969. nastaje suita za alt i komorni orkestar Lettres na stihove Juana Ramóna Jiméneza, umjereno radikalno djelo nekonvencionalnog rješenja odnosa ton-riječ, ali daleko od bilo kakvih ekstremnih postupaka pri oblikovanju vokalne dionice ili instrumentalne fakture. Na toj liniji umjerenog radikalizma Cipra ostaje do kraja svog stvaralačkog puta. U posljednjih petnaestak godina komponira nekoliko majstorskih opusa među kojima i Peti gudački kvartet (1972) te orkestralno djelo Triptihon dalmatinskih gradova (1969–76). Prvi dio spomenutog triptiha pod naslovom Ioannis Lucacich in memoriam izgrađen je na glazbenoj jezgri Lukačićeva moteta "Quam pulchra est" i evocira ljepotu majstorova rodnog grada Šibenika. Drugi dio Aspalathos-son et lumiere (zvuk i svjetlost) posvećen je Splitu, a glazbeno je izgrađen na motivu sastavljenom od intervalske jezgre tonova a-es-d, izvedene iz početnih slova rimskog naziva za Split (Aspalathos) i monograma cara Dioklecijana. Za naslov trećeg dijela Triptihona Cipra je uzeo stih »Jur ta je dubrava tvrdja u mramoru ...« iz Pohvala gradu Dubrovniku pjesnika Džore Držića. Stavak je izgrađen u formi passacaglie i na motivu izvedenu iz slova imena Dubrovnik i Ragusa.
Prošavši različite stvaralačke etape, Cipra je svojim glazbenim opusom obuhvatio i ujedno odrazio bitne tokove i preobrazbe koje su se u razdoblju njegova djelovanja javljale u suvremenoj hrvatskoj glazbi. Unutar tih stilskih odrednica Cipru se može okarakterizirati umjetnikom jake osobnosti, slojevita znanja, skladateljem primarno misaonog tipa i suzdržanih emocija koji je težio nadasve jasnoći formalnih okvira i pročišćenosti kompozicijske fakture.

## Važnija djela
- Sonatina u d-molu za glasovir (1930.)
- Slavenska rapsodija za orkestar (1931.)
- Sonata za violinu i klavir (1944.)
- I. simfonija (1948.)
- II. simfonija (1952.)
- Kantata o čovjeku (1958.)
- Sunčev put (1959.)
- Musica sine nomine (1963.)
- Aubade (1965.)
- Leda (1965.)
- Triptihon dalmatinskih gradova (1969. – 1976.)
- Meditation sur Re, duo za violinu i glasovir (1975.)
- Trio za obou, klarinet i fagot (1978.)

## Nagrade i priznanja
- 1958. i 1965. – Nagrada Grada Zagreba
- 1972. – Nagrada Vladimir Nazor
- 1976. – Nagrada Vladimir Nazor za životno djelo
- 1976. – Nagrada Josip Štolcer Slavenski

## Vanjske poveznice
- Hrvatsko društvo skladatelja: Cipra, Milo
- HDS ZAMP: Milo Cipra (popis djela)
- Petar Zdravko Blajić: MILO CIPRA (1906. – 1985.) In memoriam
- www.katalog.hazu.hr – Cipra, Milo  Arhivirana inačica izvorne stranice od 3. listopada 2016. (Wayback Machine)